# Strade Bianche for kvinder 2019
Strade Bianche for kvinder 2019 var den 5. udgave af cykelløbet Strade Bianche. Løbet var en del af UCI Women's World Tour og blev arrangeret 9. marts 2019. Det blev vundet af hollandske Annemiek van Vleuten fra Mitchelton-Scott, foran danske Annika Langvad.

## Hold og ryttere
| UCI Women's Teams (21)- Alé Cipollini - Aromitalia Vaiano - BePink - Bigla - Boels Dolmans - BTC City Ljubljana - Canyon-SRAM Racing - CCC-Liv - Eurotarget-Bianchi-Vitasana - FDJ-Nouvelle Aquitaine-Futuroscope - Lotto Soudal Ladies - Mitchelton-Scott - Movistar Team - Servetto-Piumate-Beltrami TSA - Sunweb Women - Tibco-Silicon Valley Bank - Top Girls Fassa Bortolo - Trek-Segafredo - Valcar Cylance - Virtu Cycling Women - WNT-Rotor Pro Cycling |
| |

### Danske ryttere
- Cecilie Uttrup Ludwig kørte for Bigla Pro Cycling
- Annika Langvad kørte for Boels-Dolmans

## Resultater
| \| Samlede stilling \| Samlede stilling \| Samlede stilling \| Samlede stilling \| Samlede stilling \| \| Rytter \| Rytter \| Hold \| Tid \| \| \| ---------------- \| ---------------------- \| ------------------- \| ---------------- \| ---------------- \| \| 1. \| Annemiek van Vleuten \| Mitchelton-Scott \| 3t 48' 49" \| \| \| 2. \| Annika Langvad \| Boels Dolmans \| + 37" \| \| \| 3. \| Katarzyna Niewiadoma \| Canyon-SRAM Racing \| + 40" \| \| \| 4. \| Marta Bastianelli \| Virtu Cycling Women \| + 44" \| \| \| 5. \| Cecilie Uttrup Ludwig \| Bigla \| + 44" \| \| \| 6. \| Ashleigh Moolman-Pasio \| CCC-Liv \| + 51" \| \| \| 7. \| Marianne Vos \| CCC-Liv \| + 52" \| \| \| 8. \| Janneke Ensing \| Sunweb \| + 54" \| \| \| 9. \| Anna van der Breggen \| Boels Dolmans \| + 1' 28" \| \| \| 10. \| Chantal Blaak \| Boels Dolmans \| + 1' 50" \| \| |                        |                     |            |
| |                        |                     |            |
| Kilde: ProCyclingStats |                        |                     |            |
| Samlede stilling |                        |                     |            |
| Rytter | Rytter                 | Hold                | Tid        |
| 1. | Annemiek van Vleuten   | Mitchelton-Scott    | 3t 48' 49" |
| 2. | Annika Langvad         | Boels Dolmans       | + 37"      |
| 3. | Katarzyna Niewiadoma   | Canyon-SRAM Racing  | + 40"      |
| 4. | Marta Bastianelli      | Virtu Cycling Women | + 44"      |
| 5. | Cecilie Uttrup Ludwig  | Bigla               | + 44"      |
| 6. | Ashleigh Moolman-Pasio | CCC-Liv             | + 51"      |
| 7. | Marianne Vos           | CCC-Liv             | + 52"      |
| 8. | Janneke Ensing         | Sunweb              | + 54"      |
| 9. | Anna van der Breggen   | Boels Dolmans       | + 1' 28"   |
| 10. | Chantal Blaak          | Boels Dolmans       | + 1' 50"   |

## Startliste
| Boels Dolmans DLT | Boels Dolmans DLT                     | Boels Dolmans DLT |
| ----------------- | ------------------------------------- | ----------------- |
| Nr.               | Rytter                                | Placering         |
| 1                 | Anna van der Breggen (NED) (landevej) | 9.                |
| 2                 | Chantal Blaak (NED)                   | 10.               |
| 3                 | Karol-Ann Canuel (CAN)                | 34.               |
| 4                 | Jip van den Bos (NED)                 | 35.               |
| 5                 | Annika Langvad (DEN)                  | 2.                |
| 6                 | Christine Majerus (LUX) (landevej)    | HD                |

| Alé Cipollini ALE | Alé Cipollini ALE             | Alé Cipollini ALE |
| ----------------- | ----------------------------- | ----------------- |
| Nr.               | Rytter                        | Placering         |
| 11                | Nadia Quagliotto (ITA)        | DNF               |
| 12                | Romy Kasper (GER)             | 32.               |
| 13                | Diana Peñuela (COL)           | HD                |
| 14                | Soraya Paladin (ITA)          | 14.               |
| 15                | Jelena Erić (SRB)             | HD                |
| 16                | Eri Yonamine (JPN) (landevej) | 13.               |

| Aromitalia Vaiano VAI | Aromitalia Vaiano VAI           | Aromitalia Vaiano VAI |
| --------------------- | ------------------------------- | --------------------- |
| Nr.                   | Rytter                          | Placering             |
| 21                    | Rasa Leleivytė (LTU) (landevej) | 27.                   |
| 22                    | Sofia Beggin (ITA)              | 56.                   |
| 23                    | Michela Balducci (ITA)          | 26.                   |
| 24                    | Carmela Cipriani (ITA)          | DNF                   |
| 25                    | Letizia Borghesi (ITA)          | HD                    |
| 26                    | Giulia Marchesini (ITA)         | DNF                   |

| Bepink BPK | Bepink BPK                        | Bepink BPK |
| ---------- | --------------------------------- | ---------- |
| Nr.        | Rytter                            | Placering  |
| 31         | Tatiana Guderzo (ITA)             | 12.        |
| 32         | Katia Ragusa (ITA)                | 51.        |
| 33         | Tereza Medveďová (SVK) (landevej) | DNF        |
| 34         | Chiara Perini (ITA)               | DNF        |
| 35         | Silvia Zanardi (ITA)              | DNF        |
| 36         | Vania Canvelli (ITA)              | DNF        |

| Bigla BIG | Bigla BIG                     | Bigla BIG |
| --------- | ----------------------------- | --------- |
| Nr.       | Rytter                        | Placering |
| 41        | Cecilie Uttrup Ludwig (DEN)   | 5.        |
| 42        | Nicole Hanselmann (SUI)       | HD        |
| 43        | Elise Chabbey (SUI)           | 48.       |
| 44        | Mikayla Harvey (NZL)          | HD        |
| 45        | Leah Thomas (USA)             | 17.       |
| 46        | Maria Vittoria Sperotto (ITA) | HD        |

| BTC City Ljubljana BTC | BTC City Ljubljana BTC   | BTC City Ljubljana BTC |
| ---------------------- | ------------------------ | ---------------------- |
| Nr.                    | Rytter                   | Placering              |
| 51                     | Hanna Nilsson (SWE)      | DNF                    |
| 52                     | Eugenia Bujak (SLO)      | 54.                    |
| 53                     | Maaike Boogaard (NED)    | DNF                    |
| 54                     | Anastasia Chursina (RUS) | 24.                    |
| 55                     | Urška Žigart (SLO)       | DNF                    |
| 56                     | Anja Longyka (SLO)       | DNF                    |

| Canyon-SRAM Racing CSR | Canyon-SRAM Racing CSR            | Canyon-SRAM Racing CSR |
| ---------------------- | --------------------------------- | ---------------------- |
| Nr.                    | Rytter                            | Placering              |
| 61                     | Elena Cecchini (ITA)              | 43.                    |
| 62                     | Alena Amjaljusik (BLR) (landevej) | 21.                    |
| 63                     | Hannah Barnes (GBR)               | 39.                    |
| 64                     | Tiffany Cromwell (AUS)            | 42.                    |
| 65                     | Hannah Ludwig (GER)               | HD                     |
| 66                     | Katarzyna Niewiadoma (POL)        | 3.                     |

| CCC-Liv CCC | CCC-Liv CCC                             | CCC-Liv CCC |
| ----------- | --------------------------------------- | ----------- |
| Nr.         | Rytter                                  | Placering   |
| 71          | Marianne Vos (NED)                      | 7.          |
| 72          | Jeanne Korevaar (NED)                   | 19.         |
| 73          | Riejanne Markus (NED)                   | 41.         |
| 74          | Ashleigh Moolman-Pasio (RSA) (landevej) | 6.          |
| 75          | Pauliena Rooijakkers (NED)              | 44.         |
| 76          | Agnieszka Skalniak-Sójka (POL)          | HD          |

| Eurotarget-Bianchi-Vitasana SBT | Eurotarget-Bianchi-Vitasana SBT | Eurotarget-Bianchi-Vitasana SBT |
| ------------------------------- | ------------------------------- | ------------------------------- |
| Nr.                             | Rytter                          | Placering                       |
| 82                              | Debora Silvestri (ITA)          | HD                              |
| 83                              | Elena Franchi (ITA)             | DNF                             |
| 84                              | Alice Gasparini (ITA)           | DNF                             |
| 85                              | Lisa Morzenti (ITA)             | DNF                             |
| 86                              | Beatrice Rossato (ITA)          | DNF                             |

| FDJ-Nouvelle Aquitaine-Futuroscope FDJ | FDJ-Nouvelle Aquitaine-Futuroscope FDJ | FDJ-Nouvelle Aquitaine-Futuroscope FDJ |
| -------------------------------------- | -------------------------------------- | -------------------------------------- |
| Nr.                                    | Rytter                                 | Placering                              |
| 91                                     | Shara Gillow (AUS)                     | 18.                                    |
| 92                                     | Charlotte Bravard (FRA)                | DNF                                    |
| 93                                     | Maëlle Grossetête (FRA)                | DNF                                    |
| 94                                     | Victorie Guilman (FRA)                 | HD                                     |
| 95                                     | Évita Muzic (FRA)                      | 36.                                    |
| 96                                     | Greta Richioud (FRA)                   | 59.                                    |

| Lotto Soudal Ladies LSL | Lotto Soudal Ladies LSL       | Lotto Soudal Ladies LSL |
| ----------------------- | ----------------------------- | ----------------------- |
| Nr.                     | Rytter                        | Placering               |
| 101                     | Annelies Dom (BEL) (landevej) | HD                      |
| 102                     | Dani Christmas (GBR)          | HD                      |
| 103                     | Demi de Jong (NED)            | DNF                     |
| 104                     | Marie Dessart (BEL)           | DNF                     |
| 105                     | Puck Moonen (NED)             | DNF                     |
| 106                     | Julie Van de Velde (BEL)      | 22.                     |

| Mitchelton-Scott MTS | Mitchelton-Scott MTS       | Mitchelton-Scott MTS |
| -------------------- | -------------------------- | -------------------- |
| Nr.                  | Rytter                     | Placering            |
| 111                  | Annemiek van Vleuten (NED) | 1.                   |
| 112                  | Grace Brown (AUS)          | 52.                  |
| 113                  | Lucy Kennedy (AUS)         | 25.                  |
| 114                  | Amanda Spratt (AUS)        | DNF                  |
| 115                  | Jessica Allen (AUS)        | 57.                  |
| 116                  | Georgia Williams (NZL)     | DNF                  |

| Movistar Team MOV | Movistar Team MOV                    | Movistar Team MOV |
| ----------------- | ------------------------------------ | ----------------- |
| Nr.               | Rytter                               | Placering         |
| 121               | Aude Biannic (FRA) (landevej)        | 15.               |
| 122               | Alicia González Blanco (ESP)         | 45.               |
| 123               | Gloria Rodríguez (ESP)               | HD                |
| 124               | Małgorzata Jasińska (POL) (landevej) | 33.               |
| 125               | Lourdes Oyarbide (ESP)               | HD                |
| 126               | Paula Patiño (COL)                   | HD                |

| Servetto-Piumate-Beltrami TSA SER | Servetto-Piumate-Beltrami TSA SER | Servetto-Piumate-Beltrami TSA SER |
| --------------------------------- | --------------------------------- | --------------------------------- |
| Nr.                               | Rytter                            | Placering                         |
| 131                               | Sara Casasola (ITA)               | DNF                               |
| 132                               | Marketa Hajkova (CZE)             | DNF                               |
| 133                               | Kseniya Dobrynina (RUS)           | DNF                               |
| 134                               | Mónika Király (HUN)               | DNF                               |
| 135                               | Anna Potokina (RUS)               | HD                                |
| 136                               | Jevhenija Vysotska (UKR)          | DNF                               |

| Sunweb SUN | Sunweb SUN                     | Sunweb SUN |
| ---------- | ------------------------------ | ---------- |
| Nr.        | Rytter                         | Placering  |
| 141        | Lucinda Brand (NED)            | 29.        |
| 142        | Janneke Ensing (NED)           | 8.         |
| 143        | Leah Kirchmann (CAN)           | 53.        |
| 144        | Juliette Labous (FRA)          | 50.        |
| 145        | Liane Lippert (GER) (landevej) | 38.        |
| 146        | Coryn Rivera (USA) (landevej)  | 60.        |

| Tibco-Silicon Valley Bank TIB | Tibco-Silicon Valley Bank TIB  | Tibco-Silicon Valley Bank TIB |
| ----------------------------- | ------------------------------ | ----------------------------- |
| Nr.                           | Rytter                         | Placering                     |
| 151                           | Alison Jackson (CAN)           | 47.                           |
| 153                           | Ingrid Drexel (MEX) (landevej) | DNF                           |
| 154                           | Nina Kessler (NED)             | DNF                           |
| 155                           | Kendall Ryan (USA)             | DNF                           |
| 156                           | Rozanne Slik (NED)             | HD                            |

| Virtu Cycling Women TVC | Virtu Cycling Women TVC            | Virtu Cycling Women TVC |
| ----------------------- | ---------------------------------- | ----------------------- |
| Nr.                     | Rytter                             | Placering               |
| 161                     | Marta Bastianelli (ITA) (landevej) | 4.                      |
| 162                     | Sofia Bertizzolo (ITA)             | 49.                     |
| 163                     | Barbara Guarischi (ITA)            | 58.                     |
| 164                     | Anouska Koster (NED)               | 31.                     |
| 165                     | Rachel Neylan (AUS)                | 30.                     |
| 166                     | Sara Penton (SWE)                  | HD                      |

| Top Girls Fassa Bortolo TOP | Top Girls Fassa Bortolo TOP | Top Girls Fassa Bortolo TOP |
| --------------------------- | --------------------------- | --------------------------- |
| Nr.                         | Rytter                      | Placering                   |
| 171                         | Laura Tomasi (ITA)          | HD                          |
| 172                         | Elisa Dalla Valle (ITA)     | DNF                         |
| 173                         | Elena Leonardi (ITA)        | DNF                         |
| 174                         | Greta Marturano (ITA)       | HD                          |
| 175                         | Maja Perinovic (CRO)        | DNF                         |
| 176                         | Martina Stefani (ITA)       | DNF                         |

| Trek-Segafredo TFS | Trek-Segafredo TFS        | Trek-Segafredo TFS |
| ------------------ | ------------------------- | ------------------ |
| Nr.                | Rytter                    | Placering          |
| 181                | Lauretta Hanson (AUS)     | HD                 |
| 182                | Audrey Cordon-Ragot (FRA) | 20.                |
| 183                | Anna Plichta (POL)        | HD                 |
| 184                | Ellen van Dijk (NED)      | 16.                |
| 185                | Tayler Wiles (USA)        | 37.                |
| 186                | Ruth Winder (USA)         | 11.                |

| Valcar Cylance VAL | Valcar Cylance VAL              | Valcar Cylance VAL |
| ------------------ | ------------------------------- | ------------------ |
| Nr.                | Rytter                          | Placering          |
| 191                | Marta Cavalli (ITA) (landevej)  | 40.                |
| 192                | Maria Giulia Confalonieri (ITA) | DNF                |
| 193                | Vittoria Guazzini (ITA)         | DNF                |
| 194                | Asja Paladin (ITA)              | DNF                |
| 195                | Silvia Persico (ITA)            | DNF                |
| 196                | Ilaria Sanguineti (ITA)         | DNF                |

| WNT-Rotor Pro Cycling WNT | WNT-Rotor Pro Cycling WNT     | WNT-Rotor Pro Cycling WNT |
| ------------------------- | ----------------------------- | ------------------------- |
| Nr.                       | Rytter                        | Placering                 |
| 201                       | Gabrielle Pilote Fortin (CAN) | DNF                       |
| 202                       | Claudia Koster (NED)          | 28.                       |
| 203                       | Clara Koppenburg (GER)        | 23.                       |
| 204                       | Erica Magnaldi (ITA)          | 46.                       |
| 205                       | Sarah Rijkes (AUT)            | DNF                       |
| 206                       | Lara Vieceli (ITA)            | 55.                       |

| Boels Dolmans DLT | Boels Dolmans DLT                     | Boels Dolmans DLT |
| ----------------- | ------------------------------------- | ----------------- |
| Nr.               | Rytter                                | Placering         |
| 1                 | Anna van der Breggen (NED) (landevej) | 9.                |
| 2                 | Chantal Blaak (NED)                   | 10.               |
| 3                 | Karol-Ann Canuel (CAN)                | 34.               |
| 4                 | Jip van den Bos (NED)                 | 35.               |
| 5                 | Annika Langvad (DEN)                  | 2.                |
| 6                 | Christine Majerus (LUX) (landevej)    | HD                |

| Alé Cipollini ALE | Alé Cipollini ALE             | Alé Cipollini ALE |
| ----------------- | ----------------------------- | ----------------- |
| Nr.               | Rytter                        | Placering         |
| 11                | Nadia Quagliotto (ITA)        | DNF               |
| 12                | Romy Kasper (GER)             | 32.               |
| 13                | Diana Peñuela (COL)           | HD                |
| 14                | Soraya Paladin (ITA)          | 14.               |
| 15                | Jelena Erić (SRB)             | HD                |
| 16                | Eri Yonamine (JPN) (landevej) | 13.               |

| Aromitalia Vaiano VAI | Aromitalia Vaiano VAI           | Aromitalia Vaiano VAI |
| --------------------- | ------------------------------- | --------------------- |
| Nr.                   | Rytter                          | Placering             |
| 21                    | Rasa Leleivytė (LTU) (landevej) | 27.                   |
| 22                    | Sofia Beggin (ITA)              | 56.                   |
| 23                    | Michela Balducci (ITA)          | 26.                   |
| 24                    | Carmela Cipriani (ITA)          | DNF                   |
| 25                    | Letizia Borghesi (ITA)          | HD                    |
| 26                    | Giulia Marchesini (ITA)         | DNF                   |

| Bepink BPK | Bepink BPK                        | Bepink BPK |
| ---------- | --------------------------------- | ---------- |
| Nr.        | Rytter                            | Placering  |
| 31         | Tatiana Guderzo (ITA)             | 12.        |
| 32         | Katia Ragusa (ITA)                | 51.        |
| 33         | Tereza Medveďová (SVK) (landevej) | DNF        |
| 34         | Chiara Perini (ITA)               | DNF        |
| 35         | Silvia Zanardi (ITA)              | DNF        |
| 36         | Vania Canvelli (ITA)              | DNF        |

| Bigla BIG | Bigla BIG                     | Bigla BIG |
| --------- | ----------------------------- | --------- |
| Nr.       | Rytter                        | Placering |
| 41        | Cecilie Uttrup Ludwig (DEN)   | 5.        |
| 42        | Nicole Hanselmann (SUI)       | HD        |
| 43        | Elise Chabbey (SUI)           | 48.       |
| 44        | Mikayla Harvey (NZL)          | HD        |
| 45        | Leah Thomas (USA)             | 17.       |
| 46        | Maria Vittoria Sperotto (ITA) | HD        |

| BTC City Ljubljana BTC | BTC City Ljubljana BTC   | BTC City Ljubljana BTC |
| ---------------------- | ------------------------ | ---------------------- |
| Nr.                    | Rytter                   | Placering              |
| 51                     | Hanna Nilsson (SWE)      | DNF                    |
| 52                     | Eugenia Bujak (SLO)      | 54.                    |
| 53                     | Maaike Boogaard (NED)    | DNF                    |
| 54                     | Anastasia Chursina (RUS) | 24.                    |
| 55                     | Urška Žigart (SLO)       | DNF                    |
| 56                     | Anja Longyka (SLO)       | DNF                    |

| Canyon-SRAM Racing CSR | Canyon-SRAM Racing CSR            | Canyon-SRAM Racing CSR |
| ---------------------- | --------------------------------- | ---------------------- |
| Nr.                    | Rytter                            | Placering              |
| 61                     | Elena Cecchini (ITA)              | 43.                    |
| 62                     | Alena Amjaljusik (BLR) (landevej) | 21.                    |
| 63                     | Hannah Barnes (GBR)               | 39.                    |
| 64                     | Tiffany Cromwell (AUS)            | 42.                    |
| 65                     | Hannah Ludwig (GER)               | HD                     |
| 66                     | Katarzyna Niewiadoma (POL)        | 3.                     |

| CCC-Liv CCC | CCC-Liv CCC                             | CCC-Liv CCC |
| ----------- | --------------------------------------- | ----------- |
| Nr.         | Rytter                                  | Placering   |
| 71          | Marianne Vos (NED)                      | 7.          |
| 72          | Jeanne Korevaar (NED)                   | 19.         |
| 73          | Riejanne Markus (NED)                   | 41.         |
| 74          | Ashleigh Moolman-Pasio (RSA) (landevej) | 6.          |
| 75          | Pauliena Rooijakkers (NED)              | 44.         |
| 76          | Agnieszka Skalniak-Sójka (POL)          | HD          |

| Eurotarget-Bianchi-Vitasana SBT | Eurotarget-Bianchi-Vitasana SBT | Eurotarget-Bianchi-Vitasana SBT |
| ------------------------------- | ------------------------------- | ------------------------------- |
| Nr.                             | Rytter                          | Placering                       |
| 82                              | Debora Silvestri (ITA)          | HD                              |
| 83                              | Elena Franchi (ITA)             | DNF                             |
| 84                              | Alice Gasparini (ITA)           | DNF                             |
| 85                              | Lisa Morzenti (ITA)             | DNF                             |
| 86                              | Beatrice Rossato (ITA)          | DNF                             |

| FDJ-Nouvelle Aquitaine-Futuroscope FDJ | FDJ-Nouvelle Aquitaine-Futuroscope FDJ | FDJ-Nouvelle Aquitaine-Futuroscope FDJ |
| -------------------------------------- | -------------------------------------- | -------------------------------------- |
| Nr.                                    | Rytter                                 | Placering                              |
| 91                                     | Shara Gillow (AUS)                     | 18.                                    |
| 92                                     | Charlotte Bravard (FRA)                | DNF                                    |
| 93                                     | Maëlle Grossetête (FRA)                | DNF                                    |
| 94                                     | Victorie Guilman (FRA)                 | HD                                     |
| 95                                     | Évita Muzic (FRA)                      | 36.                                    |
| 96                                     | Greta Richioud (FRA)                   | 59.                                    |

| Lotto Soudal Ladies LSL | Lotto Soudal Ladies LSL       | Lotto Soudal Ladies LSL |
| ----------------------- | ----------------------------- | ----------------------- |
| Nr.                     | Rytter                        | Placering               |
| 101                     | Annelies Dom (BEL) (landevej) | HD                      |
| 102                     | Dani Christmas (GBR)          | HD                      |
| 103                     | Demi de Jong (NED)            | DNF                     |
| 104                     | Marie Dessart (BEL)           | DNF                     |
| 105                     | Puck Moonen (NED)             | DNF                     |
| 106                     | Julie Van de Velde (BEL)      | 22.                     |

| Mitchelton-Scott MTS | Mitchelton-Scott MTS       | Mitchelton-Scott MTS |
| -------------------- | -------------------------- | -------------------- |
| Nr.                  | Rytter                     | Placering            |
| 111                  | Annemiek van Vleuten (NED) | 1.                   |
| 112                  | Grace Brown (AUS)          | 52.                  |
| 113                  | Lucy Kennedy (AUS)         | 25.                  |
| 114                  | Amanda Spratt (AUS)        | DNF                  |
| 115                  | Jessica Allen (AUS)        | 57.                  |
| 116                  | Georgia Williams (NZL)     | DNF                  |

| Movistar Team MOV | Movistar Team MOV                    | Movistar Team MOV |
| ----------------- | ------------------------------------ | ----------------- |
| Nr.               | Rytter                               | Placering         |
| 121               | Aude Biannic (FRA) (landevej)        | 15.               |
| 122               | Alicia González Blanco (ESP)         | 45.               |
| 123               | Gloria Rodríguez (ESP)               | HD                |
| 124               | Małgorzata Jasińska (POL) (landevej) | 33.               |
| 125               | Lourdes Oyarbide (ESP)               | HD                |
| 126               | Paula Patiño (COL)                   | HD                |

| Servetto-Piumate-Beltrami TSA SER | Servetto-Piumate-Beltrami TSA SER | Servetto-Piumate-Beltrami TSA SER |
| --------------------------------- | --------------------------------- | --------------------------------- |
| Nr.                               | Rytter                            | Placering                         |
| 131                               | Sara Casasola (ITA)               | DNF                               |
| 132                               | Marketa Hajkova (CZE)             | DNF                               |
| 133                               | Kseniya Dobrynina (RUS)           | DNF                               |
| 134                               | Mónika Király (HUN)               | DNF                               |
| 135                               | Anna Potokina (RUS)               | HD                                |
| 136                               | Jevhenija Vysotska (UKR)          | DNF                               |

| Sunweb SUN | Sunweb SUN                     | Sunweb SUN |
| ---------- | ------------------------------ | ---------- |
| Nr.        | Rytter                         | Placering  |
| 141        | Lucinda Brand (NED)            | 29.        |
| 142        | Janneke Ensing (NED)           | 8.         |
| 143        | Leah Kirchmann (CAN)           | 53.        |
| 144        | Juliette Labous (FRA)          | 50.        |
| 145        | Liane Lippert (GER) (landevej) | 38.        |
| 146        | Coryn Rivera (USA) (landevej)  | 60.        |

| Tibco-Silicon Valley Bank TIB | Tibco-Silicon Valley Bank TIB  | Tibco-Silicon Valley Bank TIB |
| ----------------------------- | ------------------------------ | ----------------------------- |
| Nr.                           | Rytter                         | Placering                     |
| 151                           | Alison Jackson (CAN)           | 47.                           |
| 153                           | Ingrid Drexel (MEX) (landevej) | DNF                           |
| 154                           | Nina Kessler (NED)             | DNF                           |
| 155                           | Kendall Ryan (USA)             | DNF                           |
| 156                           | Rozanne Slik (NED)             | HD                            |

| Virtu Cycling Women TVC | Virtu Cycling Women TVC            | Virtu Cycling Women TVC |
| ----------------------- | ---------------------------------- | ----------------------- |
| Nr.                     | Rytter                             | Placering               |
| 161                     | Marta Bastianelli (ITA) (landevej) | 4.                      |
| 162                     | Sofia Bertizzolo (ITA)             | 49.                     |
| 163                     | Barbara Guarischi (ITA)            | 58.                     |
| 164                     | Anouska Koster (NED)               | 31.                     |
| 165                     | Rachel Neylan (AUS)                | 30.                     |
| 166                     | Sara Penton (SWE)                  | HD                      |

| Top Girls Fassa Bortolo TOP | Top Girls Fassa Bortolo TOP | Top Girls Fassa Bortolo TOP |
| --------------------------- | --------------------------- | --------------------------- |
| Nr.                         | Rytter                      | Placering                   |
| 171                         | Laura Tomasi (ITA)          | HD                          |
| 172                         | Elisa Dalla Valle (ITA)     | DNF                         |
| 173                         | Elena Leonardi (ITA)        | DNF                         |
| 174                         | Greta Marturano (ITA)       | HD                          |
| 175                         | Maja Perinovic (CRO)        | DNF                         |
| 176                         | Martina Stefani (ITA)       | DNF                         |

| Trek-Segafredo TFS | Trek-Segafredo TFS        | Trek-Segafredo TFS |
| ------------------ | ------------------------- | ------------------ |
| Nr.                | Rytter                    | Placering          |
| 181                | Lauretta Hanson (AUS)     | HD                 |
| 182                | Audrey Cordon-Ragot (FRA) | 20.                |
| 183                | Anna Plichta (POL)        | HD                 |
| 184                | Ellen van Dijk (NED)      | 16.                |
| 185                | Tayler Wiles (USA)        | 37.                |
| 186                | Ruth Winder (USA)         | 11.                |

| Valcar Cylance VAL | Valcar Cylance VAL              | Valcar Cylance VAL |
| ------------------ | ------------------------------- | ------------------ |
| Nr.                | Rytter                          | Placering          |
| 191                | Marta Cavalli (ITA) (landevej)  | 40.                |
| 192                | Maria Giulia Confalonieri (ITA) | DNF                |
| 193                | Vittoria Guazzini (ITA)         | DNF                |
| 194                | Asja Paladin (ITA)              | DNF                |
| 195                | Silvia Persico (ITA)            | DNF                |
| 196                | Ilaria Sanguineti (ITA)         | DNF                |

| WNT-Rotor Pro Cycling WNT | WNT-Rotor Pro Cycling WNT     | WNT-Rotor Pro Cycling WNT |
| ------------------------- | ----------------------------- | ------------------------- |
| Nr.                       | Rytter                        | Placering                 |
| 201                       | Gabrielle Pilote Fortin (CAN) | DNF                       |
| 202                       | Claudia Koster (NED)          | 28.                       |
| 203                       | Clara Koppenburg (GER)        | 23.                       |
| 204                       | Erica Magnaldi (ITA)          | 46.                       |
| 205                       | Sarah Rijkes (AUT)            | DNF                       |
| 206                       | Lara Vieceli (ITA)            | 55.                       |